# Pachyramphus uropygialis
Pachyramphus uropygialis, "västlig gråhalsad bekard", är en fågelart i familjen tityror inom ordningen tättingar. Den betraktas oftast som en underart av gråhalsad bekard (Pachyramphus major), men urskiljs sedan 2016 som egen art av Birdlife International och IUCN.
Fågeln förekommer enbart i västra Mexiko, i Sonora, Sinaloa, Durango, Michoacán och Guerrero. Den kategoriseras av IUCN som livskraftig.